# O Livro de Mórmon
O Livro de Mórmon é um conjunto de escrituras religiosas e uma das obras-padrão do Movimento dos Santos dos Últimos Dias, que, de acordo com sua teologia, contém escritos sagrados de profetas antigos que viveram no continente americano de 600 AC a 421 DC e durante um interlúdio datado pelo texto do tempo não especificado da Torre de Babel.
Segundo a sua teologia, o nome do livro se remete ao profeta historiador Mórmon "Outro Testamento" refere-se a que é outra testemunha de Jesus Cristo, afirmando o amor de Deus, o Pai a seus filhos. O livro foi publicado pela primeira vez em março de 1830 por Joseph Smith como "O Livro de Mórmon: Um Relato Escrito pela Mão de Mórmon sobre Placas Retiradas das Placas de Néfi."

## Origem

### Surgimento conceitual
De acordo com Joseph Smith, em 1823, quando ele tinha 17 anos, um anjo de Deus chamado Morôni apareceu para ele e disse que uma coleção de escritos antigos foi enterrada em uma colina próxima no atual Condado de Wayne, Nova York, gravada em placas de ouro por profetas antigos. Dizia-se que os escritos descrevem um povo que Deus levou de Jerusalém para o hemisfério ocidental 600 anos antes do nascimento de Jesus. (Esta figura do "anjo Morôni" também aparece no Livro de Mórmon como o último profeta entre essas pessoas e enterrou o registro, que Deus havia prometido trazer à luz nos últimos dias). Smith disse que essa visão ocorreu na noite de setembro 21 de novembro de 1823, e que no dia seguinte, por orientação divina, localizou o local do sepultamento das placas neste morro e foi instruído por Morôni a encontrá-lo no mesmo morro em 22 de setembro do ano seguinte para receber mais instruções, que se repetiu anualmente pelos próximos três anos.
Smith e sua família relembraram que, como parte do que Smith acreditava ser instrução angelical, Morôni forneceu a Smith um "breve esboço" da "origem, progresso, civilização, leis, governos ... retidão e iniquidade" dos "habitantes aborígenes de o país" (referindo-se aos nefitas e lamanitas que figuram na narrativa principal do Livro de Mórmon). Smith às vezes compartilhava o que ele acreditava ter aprendido através de tais encontros angelicais com sua família no que sua mãe Lucy Mack Smith chamou de "recitais mais divertidos".
No relato de Smith, Morôni permitiu que ele levasse as placas em 22 de setembro de 1827, quatro anos após sua visita inicial à colina, e o orientou a traduzi-las para o inglês. Smith disse que o anjo Morôni o instruiu estritamente a não deixar ninguém ver as placas sem a permissão divina.

### Ditado
Como Smith e seus contemporâneos relataram, o manuscrito em inglês do Livro de Mórmon foi produzido como escribas escreveu o ditado de Smith em várias sessões entre 1828 e 1829, com o ditado do Livro de Mórmon existente concluído em 1829 entre 53 e 74 dias úteis. As descrições da maneira como Smith ditou o Livro de Mórmon variam. O próprio Smith chamou o Livro de Mórmon de uma obra traduzida, mas em público ele geralmente descrevia o processo em si apenas em termos vagos, como dizer que traduziu "pelo dom e poder de Deus". De acordo com alguns relatos de sua família e amigos da época, muito cedo, Smith copiou personagens das placas como parte de um processo de aprendizado para traduzir um corpus inicial. Na maior parte do processo, os relatos descrevem Smith ditando o texto lendo-o como aparecia na pedra do vidente que ele já possuía ou em um conjunto do óculos que acompanhava as placas, preparadas pelo Senhor para fins de tradução. Os óculos, muitas vezes chamados de "intérpretes nefitas", ou o "Urim e Tumim," depois das pedras de adivinhação bíblicas, foram descritas por testemunhas como duas pedras claras de vidente unidas por uma borda de metal e presas a um peitoral. Começando por volta de 1832, tanto os intérpretes quanto a pedra vidente foram às vezes referidos como o "Urim e Tumim", e Smith às vezes usava o termo de forma intercambiável com "óculos". Relatos de Emma Smith e David Whitmer descreve Smith usando os intérpretes enquanto ditava para Martin Harris escrevendo e mudando para usar apenas sua(s) pedra(s) de vidente na tradução subsequente. Grant Hardy resume o conhecido processo de ditado de Smith da seguinte forma: "Smith olhou para uma pedra de vidente colocada em seu chapéu e então ditou o texto do Livro de Mórmon aos escribas". No início, Smith às vezes se separava de seu escriba com um cobertor entre eles, como fazia enquanto Martin Harris, um vizinho, escreveu seu ditado em 1828. Mais tarde no processo, como quando Oliver Cowdery ou Emma Smith escreveram, as placas foram deixadas cobertas ao ar livre. Durante algumas sessões de ditado, as placas estavam totalmente ausentes..
Em 1828, enquanto escrevia para Smith, Harris, a pedido de sua esposa Lucy Harris, pediu repetidamente a Smith que lhe emprestasse as páginas manuscritas do ditado até então. Smith relutantemente atendeu aos pedidos de Harris. Dentro de semanas, Harris perdeu o manuscrito. Acredita-se que Lucy Harris tenha roubado essas páginas iniciais do manuscrito. No entanto, o historiador Don Bradley contesta isso como um provável boato após o fato e levanta a hipótese de que um membro da família extensa de Harris roubou as páginas. Após a perda, Smith registrou que perdeu a capacidade de traduzir e que Morôni havia recuperado as placas para serem devolvidas somente depois que Smith se arrependeu. Smith afirmou mais tarde que Deus permitiu que ele retomasse a tradução, mas ordenou que ele começasse de onde parou (no que agora é chamado de Livro de Mosias), sem retraduzir o que havia no manuscrito perdido.
Smith recomeçou alguns ditados do Livro de Mórmon entre setembro de 1828 e abril de 1829 com sua esposa Emma Smith escrevendo com a ajuda ocasional de seu irmão Samuel Smith, embora a transcrição realizada fosse limitada. Em abril de 1829, Oliver Cowdery conheceu Smith e, acreditando no relato de Smith sobre as placas, começou a escrever para Smith no que se tornou uma "explosão de tradução rápida". Em maio, Joseph e Emma Smith, juntamente com Cowdery, foram morar com a família Whitmer, vizinhos solidários, em um esforço para evitar interrupções enquanto continuavam a produzir o manuscrito.
Enquanto vivia com os Whitmers, Smith disse que recebeu permissão para permitir que onze pessoas específicas vissem as placas de ouro descobertas e, em alguns casos, manuseassem-nas. Seus testemunhos escritos são conhecidos como o Testemunho de Três Testemunhas, Três Testemunhas, que descreveu ter visto as placas em um encontro visionário com um anjo, e o Testemunho de Oito Testemunhas, que descreveu o manuseio das placas conforme mostrado por Smith, e declarações assinadas por eles foram publicadas. na maioria das edições do Livro de Mórmon. Seus relatos sobre a aparência das placas tendem a descrever uma compilação dourada de finas folhas de metal (as "placas") unidas por fios na forma de um livro. Além de Smith e desses onze, vários outros descreveram encontrar as placas segurando ou movendo-as envoltas em panos, embora sem ver as próprias placas.
O manuscrito foi concluído em junho de 1829. E. B. Grandin publicou o Livro de Mórmon em Palmyra, Nova York, e foi colocado à venda em sua livraria em 26 de março de 1830. Smith disse que devolveu as placas a Morôni após a publicação do livro.

### Teorias da composição
Nenhuma teoria tem dominado consistentemente as visões naturalistas sobre a composição do Livro de Mórmon. No século XXI, as principais interpretações naturalistas das origens do Livro de Mórmon sustentam que Smith foi o próprio autor, consciente ou inconscientemente, e simultaneamente acreditava sinceramente que o Livro de Mórmon era uma autêntica história sagrada. Testemunhas disseram que Smith nunca se referiu a notas ou outros documentos enquanto ditava, e os seguidores de Smith e aqueles próximos a ele "enfatizaram sua ignorância" e insistiram que ele não possuía as habilidades de escrita e narrativa necessárias para produzir conscientemente um texto como o Livro de Mórmon. Algumas interpretações naturalistas compararam, portanto, o ditado de Smith à escrita automática que surge do subconsciente.. No entanto, Ann Taves considera essa descrição problemática por enfatizar demais a "falta de controle" quando o estudo histórico e comparativo sugere que Smith "tinha uma consciência altamente focada" e "um grau considerável de controle sobre a experiência" do ditado.

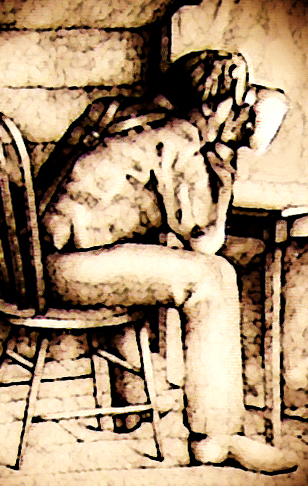
Uma representação de Joseph Smith ditando o Livro de Mórmon através do uso de uma pedra de vidente colocada em um chapéu para bloquear a luz

Outras teorias de composição supõem que Smith foi capaz de se inspirar em outros textos do século XIX como estruturas ou fontes para o Livro de Mórmon. Desde o início do século XX, os estudiosos sugeriram que Smith se inspirou no View of the Hebrews (um tratado antropológico-exegetico que argumentava que os índios americanos eram descendentes das Dez Tribos Perdidas de Israel), uma vez que ambos associam os índios americanos ao antigo Israel e descrevem confrontos entre duas civilizações dualisticamente opostas (Vista como especulação sobre a história dos índios americanos e o Livro de Mórmon como sua narrativa)). No entanto, os estudiosos argumentam que as conexões entre View of the Hebrews e o Livro de Mórmon são relativamente fracas. Elizabeth Fenton explica que o Livro de Mórmon "não apresenta as tribos perdidas de Israel como ancestrais dos povos americanos e é de fato explícito em sua rejeição dessa teoria" e, em última análise, revisa fortemente, em vez de emprestar, a teoria indígena hebraica.

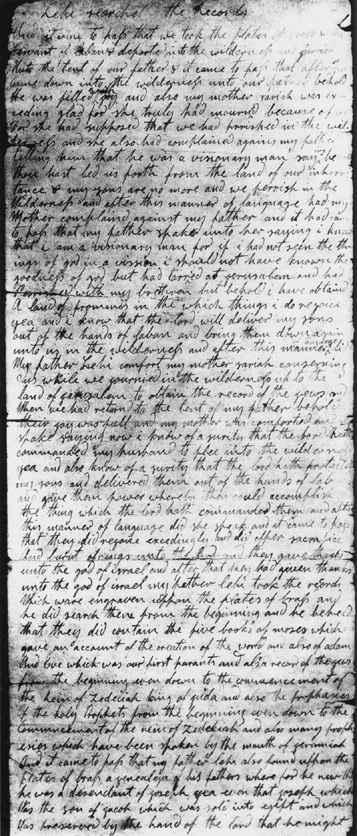
Uma página do manuscrito original do Livro de Mórmon, cobrindo 1 Néfi 4:38 - [https://www.churchofjesuschrist.org/study/scriptures/bofm/1-ne/5?lang=por 1 Néfi 5:14

Alguns textos e ideias que foram sugeridos como possíveis fontes para o Livro de Mórmon precedem o século XIX.Por exemplo, John L. Brooke levantou a hipótese de que as seitas da Reforma Radical do século XVI, como o trouxa, forneceram a Smith inspiração para o Livro de Mórmon. Brooke considera a crença trouxa em Adão e Eva tendo dupla posteridade dividida ao longo das linhas do bem contra o mal uma inspiração potencial para o parentesco de oposição dos nefitas e lamanitas no Livro de Mórmon. O historiador Richard Bushman criticou o trabalho de Brooke sobre as origens religiosas dos Santos dos Últimos Dias, no entanto, por fazer alegações injustificadas de "influência causativa que simplesmente não pode ser demonstrada". William L. Davis argumenta que o Livro de Mórmon pode ser uma reconfiguração criativa da alegoria cristã de 1678 O Peregrino, escrita por John Bunyan, o "autor mais lido e memorizado do final do século XVII". Por exemplo, a narrativa do mártir de Abinádi no Livro de Mórmon compartilha uma matriz única e complexa de linguagem descritiva com a narrativa do mártir de Fiel em O Peregrino. Outras narrativas do Livro de Mórmon oferecem arcos de história adicionais de "engajamento criativo" em O Peregrino. Davis argumenta em outra publicação que, embora os contemporâneos de Smith enfatizassem sua falta de treinamento, ele recebeu alguma educação formal como um exortador metodista leigo  e teve oportunidades adicionais para educação informal. Além disso, Smith teve vários anos para se preparar para ditar o Livro de Mórmon.Davis postula que depois de acreditar que havia encontrado um anjo em 1823, Smith "desenvolveu cuidadosamente suas idéias sobre as narrativas" do Livro de Mórmon por vários anos, fazendo esboços, sejam mentais ou em notas particulares, até que começou a ditar em 1828. As apresentações orais de Smith sobre os nefitas para sua família também foram uma oportunidade para elaborar ideias e praticar a oratória. Na interpretação de Davis, Smith acreditava que o ditado que ele produziu refletia uma história antiga e sagrada, mas ele montou a narrativa em suas próprias palavras, como uma "presença onipresente de técnicas de composição do século XIX" e "estratégias de sermão" no texto do Livro de Mórmon "apontar direta e especificamente para Joseph Smith como a fonte e montadora desses componentes narrativos." O historiador Thomas G. Alexander critica esta hipótese como sendo uma "defesa de uma teoria" especulativa com evidências insuficientes e afirma que não há "nenhuma evidência de que Smith tenha usado a deposição de cabeça na tradução do Livro de Mórmon". No entanto, como Davis explica, figuras no próprio Livro de Mórmon descrevem sua pregação em termos de "cabeças" a serem "tocadas" em mais detalhes, sugerindo a técnica de deitar cabeças.
No século XIX, uma hipótese popular era que Smith colaborou com Sidney Rigdon (um convertido à Igreja primitiva de Jesus Cristo que Smith não conheceu até depois da publicação do Livro de Mórmon) para plagiar um manuscrito inédito escrito por Solomon Spalding e transformá-lo no Livro de Mórmon. Os historiadores consideram a hipótese da fonte do manuscrito Spalding desmascarada desde 1945, quando Fawn Brodie a refutou completamente em sua biografia crítica de Smith.
A maioria dos adeptos do movimento Santos dos Últimos Dias considera o Livro de Mórmon um registro histórico autêntico, traduzido por Smith de placas antigas reais por meio de revelação divina, e esta é a posição oficial de A Igreja de Jesus Cristo dos Santos dos Últimos Dias (Igreja SUD), a maior denominação dos Santos dos Últimos Dias.

## Conteúdo

### Título
Smith disse que a página de título veio da tradução da "última folha" das placas de ouro, e não era sua própria composição. A página de rosto declara que o propósito do Livro de Mórmon é "[mostrar] aos remanescentes da casa de Israel as grandes coisas que o Senhor fez por seus pais; ... e também convencer os judeus e gentios que Jesus é o Cristo, o Deus eterno, manifestando-se a todas as nações”.[carece de fontes?]

### Organização
O Livro de Mórmon é organizado como uma compilação de livros menores, cada um com o nome de seu principal narrador ou líder proeminente, começando com o Primeiro Livro de Néfi (1 Néfi) e terminando com o Livro de Morôni.
A sequência do livro é primariamente cronológica baseada no conteúdo narrativo do livro. Exceções incluem as Palavras de Mórmon e o Livro de Éter. As Palavras de Mórmon contém comentários editoriais de Mórmon. O Livro de Éter é apresentado como a narrativa de um grupo anterior de pessoas que vieram ao continente americano antes da imigração descrita em 1 Néfi. Primeiro Néfi através de Ômni são escritos em narrativa em primeira pessoa, assim como Mórmon e Morôni. O restante do Livro de Mórmon está escrito em narrativa histórica em terceira pessoa, que se diz ser compilada e resumida por Mórmon (com Morôni resumindo o Livro de Éter e escrevendo a última parte de Mórmon e o Livro de Morôni).

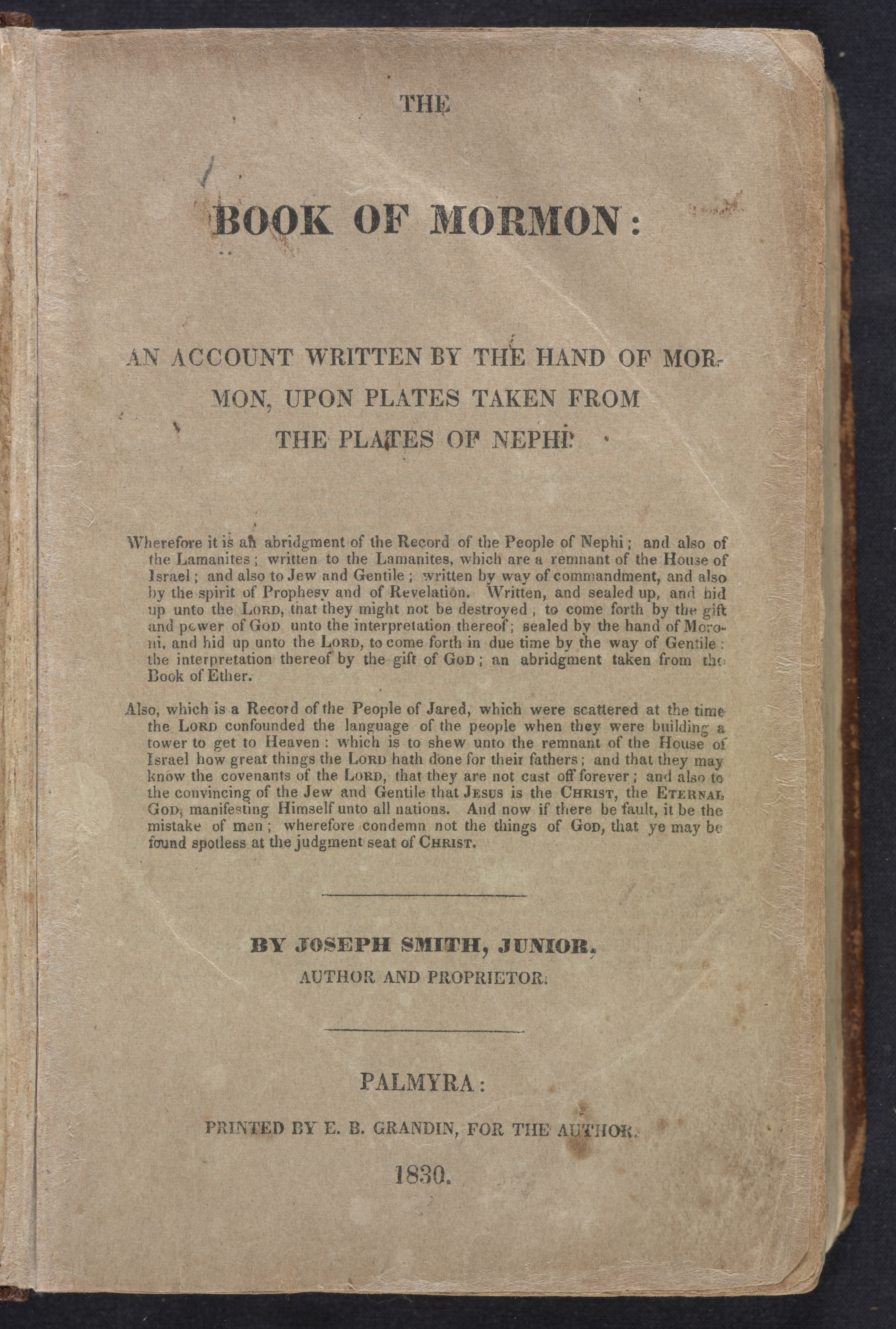
Capa de O Livro de Mórmon de uma edição original de 1830, por Joseph Smith (Imagem da Biblioteca do Congresso dos EUA Rare Book and Special Collections Division)

A maioria das edições modernas do livro foram divididas em capítulos e versos. A maioria das edições do livro também contém material suplementar, incluindo o "Testemunho de Três Testemunhas" e o "Testemunho de Oito Testemunhas" que apareceu na edição original de 1830 e em todas as edições oficiais dos Santos dos Últimos Dias.

### Cronologia
Os livros de Primeiro Néfi a Ômni são descritos como sendo das "pequenas placas de Néfi". Este relato começa na antiga Jerusalém por volta de 600 a.C., contando a história de um homem chamado Leí, sua família e vários outros como eles são conduzidos por Deus de Jerusalém pouco antes da queda daquela cidade para os babilônios. O livro descreve sua jornada através da península Arábica e, em seguida, para uma "terra prometida", presumivelmente um local não especificado na América do Norte ou do Sul, por navio. Estes livros relatam as relações do grupo de aproximadamente 600 a.C. a cerca de 130 a.C., durante o qual a comunidade cresceu e se dividiu em dois grupos principais, que são chamados de nefitas e lamanitas, que frequentemente guerreavam entre si.
Seguindo esta seção estão as Palavras de Mórmon. Este pequeno livro, que se diz ter sido escrito em 385 d.C. por Mórmon, é uma breve introdução aos livros de Mosias, Alma, Helamã, Terceiro Néfi e Quarto Néfi. Esses livros são descritos como sendo resumidos a partir de uma grande quantidade de registros existentes chamados "as grandes placas de Néfi", que detalhavam a história do povo desde o tempo de Ômni até a própria vida de Mórmon. O Livro do Terceiro Néfi é de particular importância dentro do Livro de Mórmon porque contém um relato de uma visita de Jesus do céu ao povo do Livro de Mórmon algum tempo depois de sua ressurreição e ascensão. O texto diz que durante esta visita, ele repetiu grande parte da mesma doutrina e instrução dada nos Evangelhos da Bíblia e ele estabeleceu uma sociedade iluminada e pacífica que durou por várias gerações, mas que eventualmente quebrou em facções em guerra novamente.

### Ensinamentos
Intercalados ao longo da narrativa estão sermões e orações por vários falantes, compõem pouco mais de 40% do Livro de Mórmon. Essas passagens contêm ensinamentos doutrinários e filosóficos sobre uma ampla gama de temas, desde temas básicos do cristianismo e judaísmo até ensinamentos políticos e ideológicos. Alguns dos ensinamentos encontrados no Livro de Mórmon reiteram temas comuns ao cristianismo americano do século XIX, como descrever a Bíblia como escritura e afirmar o pacto da teologia. Outros ensinamentos são únicos e distintos, como suas descrições de Jesus e a Expiação, rejeição da doutrina do pecado original e representação da revelação dialógica.

### Jesus
Conforme declarado na página de rosto, o propósito central do Livro de Mórmon é “convencer os judeus e gentios de que Jesus é o Cristo, o Deus Eterno, manifestando-se a todas as nações”. Jesus é mencionado em média a cada 1,7 versículos e é referido por cem nomes diferentes.
Embora grande parte da cronologia interna do Livro de Mórmon ocorra antes do nascimento de Jesus, os profetas no livro frequentemente o veem em visão e pregam sobre ele, e as pessoas no livro adoram Jesus como “cristãos pré-cristãos”. Por exemplo, o primeiro narrador do livro, Néfi, descreve ter uma visão do nascimento, ministério e morte de Jesus, que teria ocorrido quase seiscentos anos antes do nascimento de Jesus, e no final do livro o narrador se refere aos povos convertidos como "filhos de Cristo". Ao retratar profetas e povos antigos tão familiarizados com Jesus como Salvador, o Livro de Mórmon universaliza a salvação cristã como sendo a mesma em todos os tempos e lugares, e implica que ainda mais povos antigos estavam familiarizados com Jesus.

## Crenças
O tema do Livro de Mórmon, como aparece em sua página de rosto, é mostrar ao mundo que Jesus é o Cristo, o Deus Eterno, manifestando-se a todas as nações.
Em 1981, o subtítulo "Outro Testamento de Jesus Cristo" foi adicionado ao título da versão da Igreja de Jesus Cristo dos Santos dos Últimos Dias, renomeado O Livro de Mórmon: Outro Testamento de Jesus Cristo para esclarecer o tema cristão do livro: "Todo mundo que abre o livro saberá, pelo título, o que ele contém".
De acordo com a introdução do livro, a parte considerada mais importante no livro é a visita de Jesus Cristo ao continente americano após sua ressurreição, registrada no Terceiro Livro de Néfi, nos capítulos 11 a 28. Neste livro, considerado sagrado para seus devotos: "A doutrina do evangelho é exposta, o plano de salvação é descrito, e os homens são informados do que devem fazer para alcançar a paz nesta vida e a salvação eterna na vida futura".[carece de fontes?]
As igrejas que acreditam no Livro de Mórmon afirmam que ele também serve como evidência do chamado de Deus a seu profeta, Joseph Smith, que teria traduzido o livro de antigas placas de ouro que lhe foram dadas pelo anjo Morôni. É um texto que é considerado parte integrante e canônica da própria Bíblia pelos mórmons devotos. Ensina-se que os escritos do Livro de Mórmon demonstram que a Bíblia é um livro inspirado por Deus.
No próprio livro, convida-se a orar para a saber se seu conteúdo é verdadeiro, e afirma-se que, por meio de sua correta interpretação e fiel aplicação, o leitor receberá orientação divina para sua vida.

## Contexto histórico

### Origens do índio americano

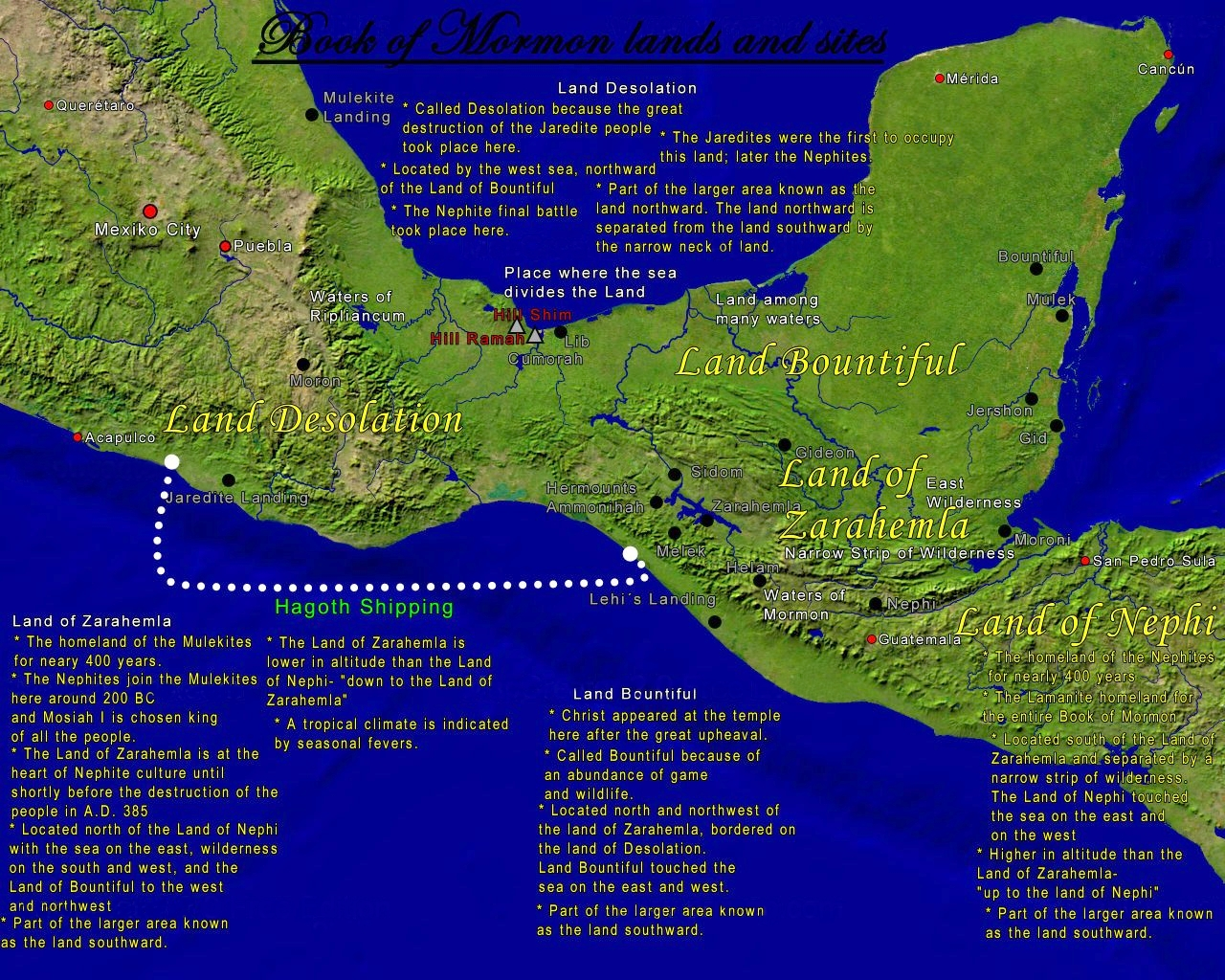
Mapa de onde ocorreram os eventos históricos, segundo O Livro de Mórmon

Em 1800, a maioria dos primeiros americanos europeus tinha uma visão de mundo bíblica, e inúmeras tentativas foram feitas para explicar a origem dos nativos americanos biblicamente. Do século XVI até o início do século XIX, uma crença comum era de que os judeus, particularmente as Dez Tribos Perdidas, eram os ancestrais dos nativos americanos. Um dos primeiros livros a sugerir que os nativos americanos eram descendentes de judeus foi escrito pelo rabino e estudioso judeu-holandês Manasseh ben Israel em 1650. O Livro de Mórmon forneceu apoio teológico a essa proposição e sugeriu que as tribos perdidas de Israel seriam encontradas em outros locais em todo o mundo também. A ideia foi especialmente popular no século XIX, quando o Livro de Mórmon foi publicado; o arqueólogo Stephen Williams observa que "a ideia de relacionar os índios americanos às tribos perdidas de Israel foi apoiada por muitos neste momento".
Além disso, os colonos europeus viram as impressionantes obras de terraplenagem deixadas pelas culturas pré-colombianas e tiveram alguma dificuldade em acreditar que os nativos americanos, cujos números foram dizimados ao longo dos séculos anteriores, poderiam tê-los produzido. Uma teoria comum era que um povo tecnologicamente mais avançado os construiu, mas foram invadidos e destruídos por um grupo mais selvagem e numeroso. Alguns observadores sugeriram que o Livro de Mórmon é paralelo a obras dentro do gênero "pré-colombiana" difundido no século XIX. O historiador Curtis Dahl escreveu: "Sem dúvida, o mais famoso e certamente o mais influente de toda a literatura pré-colombiana é o Livro de Mórmon (1830). Quer se deseje aceitá-lo como divinamente inspirado ou o trabalho de Joseph Smith, ele se encaixa exatamente em A tradição". Outros argumentaram que o Livro de Mórmon não se encaixa confortavelmente no gênero, como o historiador Richard Bushman, que escreveu: "Quando outros escritores mergulharam nas origens indianas, eles foram explícitos sobre práticas indianas reconhecíveis", como Abner Cole, que vestiu personagens com mocassins em sua paródia do livro. Enquanto isso, o "Livro de Mórmon depositou seu povo em alguma costa desconhecida - nem mesmo definitivamente identificado como América - e os fez viver sua história em um lugar remoto em um tempo distante, usando nomes que não tinham conexões com os índios modernos" e sem incluindo termos, práticas ou tropos indígenas estereotipados.

## Relatos da Primeira Visão
Joseph Smith publicou dois relatos da Primeira Visão durante sua vida. O primeiro deles, hoje conhecido como Joseph Smith—História, foi canonizado em Pérola de Grande Valor e assim se tornou o relato mais conhecido. Os dois relatos que não foram publicados, registrados na primeira autobiografia de Joseph Smith e mais tarde em um diário, foram em geral esquecidos até que historiadores que trabalhavam para A Igreja de Jesus Cristo dos Santos dos Últimos Dias os redescobriram e os publicaram na década de 1960. Desde aquela época, esses documentos têm sido discutidos repetidas vezes nas revistas da Igreja, em obras impressas por editoras de propriedade da Igreja e filiadas à Igreja e por estudiosos santos dos últimos dias em outros locais. Além desses primeiros relatos, há também cinco descrições da visão de Joseph Smith registradas por seus contemporâneos.
Os vários relatos da Primeira Visão contam uma história consistente, embora se diferenciem em ênfase e detalhes. Historiadores dizem que quando uma pessoa reconta uma experiência em várias situações e para diferentes públicos ao longo de muitos anos, cada relato vai salientar diversos aspectos da experiência e contêm detalhes incomparáveis. De fato, diferenças semelhantes encontradas nos relatos da Primeira Visão podem ser encontradas nos vários relatos nas escrituras da visão de Paulo na estrada para Damasco e a experiência dos apóstolos no Monte da Transfiguração. Mesmo assim, apesar das diferenças, existe uma consistência básica entre todos os relatos da Primeira Visão. Alguns erroneamente argumentaram que qualquer variação ao recontar a história é prova de sua invenção. Ao contrário, esse rico registro histórico nos permite aprender mais a respeito desse acontecimento extraordinário do que poderíamos aprender se estivesse menos bem documentado.[carece de fontes?]

### Relato de 1842
Escrito em resposta a solicitação do editor do jornal Chicago Democrat, John Wentworth, para obter informações sobre os santos dos últimos dias, esse relato foi publicado no Times and Seasons em 1842. (“A Carta Wentworth”, como ela é mais conhecida, também é a fonte para as Regras de Fé).4 O relato, destinado a publicação para uma audiência não familiarizada com as crenças mórmons, é direto e conciso. Como nos relatos anteriores, Joseph Smith referiu-se à confusão que ele vivenciou e o aparecimento de dois personagens em resposta a sua oração. No ano seguinte, Joseph Smith enviou esse relato com pequenas modificações para um historiador chamado Israel Daniel Rupp, que o publicou como um capítulo em seu livro, He Pasa Ekklesia [The Whole Church]: An Original History of the Religious Denominations at Present Existing in the United States [História Original das Denominações Religiosas Atualmente Existentes nos Estados Unidos].

## Jesus Cristo
Segundo a doutrina, acreditam que Deus elaborou um plano para que nós pudéssemos voltar a viver com ele, e a figura central desse plano, é Jesus Cristo, acreditam que nenhum homem pode ser salvo sem intermédio dele em razão de seus pecados. Segundo o Livro de Mórmon, depois de ressuscitar em Jerusalém, Jesus visitou as Américas, conferiu o Sacerdócio e escolheu 12 Apóstolos, tal como fez em Jerusalém. Ele declarou que quando disse, "Tenho outras ovelhas que não são desse aprisco", se referia a eles. O relato completo está escrito no livro de 3 Néfi no Livro de Mórmon.

## A promessa de um Testemunho
Conforme é dito pela Igreja, todos podem receber um testemunho da veracidade do livro através do Espírito Santo. No começo do livro, a primeira presidência convida os leitores a orarem a respeito da sua veracidade, no capítulo 10 do livro de Morôni, ele também faz esse desafio.
"3 Eis que desejo exortar-vos, quando lerdes estas coisas, caso Deus julgue prudente que as leiais, a vos lembrardes de quão misericordioso tem sido o Senhor para com os filhos dos homens, desde a criação de Adão até a hora em que receberdes estas coisas, e a meditardes sobre isto em vosso coração. 4 E quando receberdes estas coisas, eu vos exorto a perguntardes a Deus, o Pai Eterno, em nome de Cristo, se estas coisas não são verdadeiras; e se perguntardes com um coração sincero e com real intenção, tendo fé em Cristo, ele vos manifestará a verdade delas pelo poder do Espírito Santo.5 E pelo poder do Espírito Santo podeis saber a verdade de todas as coisas.6 E tudo o que é bom, é justo e verdadeiro; portanto, nada que é bom nega o Cristo, mas reconhece que ele é. 7 E pelo poder do Espírito Santo podeis saber que ele é; portanto, eu vos exorto a não negardes o poder de Deus, pois ele opera com poder, de acordo com a fé dos filhos dos homens, o mesmo hoje e amanhã e para sempre."  

## Os povos do Livro de Mórmon
O livro conta a história de dois grandes povos, chamados nefitas e lamanitas, que viveram entre 600 a.C. e 421 d.C. Conta-se também a história de um povo mais velho, da época da Torre de Babel, os jareditas. O livro diz que esses povos atravessaram os mares e desembarcaram com a ajuda de Deus no que se supõe ser o atual continente americano. Alguns estudiosos mórmons afirmam que o território mais preciso ao qual o livro se refere é o sul da Mesoamérica, composto pelo México e territórios da Guatemala, embora outros locais tenham sido propostos, e a Igreja de Jesus Cristo dos Santos dos Últimos Dias nunca tenha definido um posição sobre o assunto. Segundo o livro, a cultura original dos nefitas e lamanitas era o hebraico antigo, com reminiscências egípcias. Néfi, que inicia o relato, menciona escrever na “língua dos egípcios”, enquanto Morôni (segundo o livro, um milênio depois de Néfi), diz que seus escritos e os de seu pai Mórmon foram escritos em “egípcio”. reformado". São as duas únicas instâncias dentro do livro em que a linguagem das histórias é falada.

### Nefitas e lamanitas
De acordo com o livro, os nefitas eram descendentes de Néfi, filho de Leí. Leí tirou sua família de Jerusalém na época de Zedequias, rei de Judá, época em que Babilônia e Egito disputavam o poder e o controle daquela parte do mundo, e a pequena cidade dos judeus estava situada no meio de ambas as potências. Por instruções de Deus, eles foram levados através do deserto para um local não especificado na costa do Mar Vermelho, perto do Golfo de Aqaba, a uma distância de aproximadamente trezentos quilômetros de Jerusalém. Lá, Néfi recebeu instruções de Deus para construir um navio, com o qual ele mudou sua família para o continente americano, usando uma bússola chamada liahona entre eles. Eles se estabeleceram no continente, um lugar que muitas vezes chamavam de "Terra Prometida". Após a morte de Leí, a família foi dividida, de um lado os nefitas que seguiam a liderança de Néfi e tinham uma relação de obediência aos mandamentos de Deus, e os lamanitas, pessoas separadas dos nefitas que não seguiam os ensinamentos divinos tornando-se guerreiros, inimigos dos nefitas. No início do Movimento dos Santos dos Últimos Dias, essa história foi interpretada como a explicação da origem dos habitantes da América, posteriormente essa ideia foi abandonada e atualmente a Igreja de Jesus Cristo dos Santos dos Últimos Dias considera que não há referências no livro de que toda a população ameríndia descendia dos lamanitas; quanto aos nefitas, o próprio livro menciona sua destruição pelos lamanitas. No entanto, é comum entre os mórmons se referirem aos indígenas, independentemente de sua etnia, e até mesmo aos mestiços como lamanitas.

## Controvérsias

### O Livro de Mórmon como fonte histórica
Os textos originais (escritos em egípcio reformado) do Livro de Mórmon não estão disponíveis, portanto é impossível estudá-lo de modo paleográfico, verificar sua linguagem ou realizar uma nova tradução.[carece de fontes?]
É um livro que, segundo Joseph Smith, foi revelado por intervenção divina e cuja evidência, certas placas de ouro, foram devolvidas a um ser celestial, que as mantém escondidas ou então foram enterradas em uma câmara subterrânea do Monte Cumora. O processo de tradução do mesmo também apresenta diversos testemunhos sobre a forma como foi realizado, embora sempre se assegure que foi milagroso.
O mesmo livro e o ensinamento das igrejas do Movimento dos Santos dos Últimos Dias, sustentam que a prova da veracidade da obra é o discernimento interior guiado pelo Espírito Santo, de modo que somente quem crê que ela é verdadeira pode tenha certeza que é. Portanto, apenas os estudiosos mórmons aceitam que o livro é autêntico e contém informações históricas sobre os povos pré-colombianos das Américas.
Essa natureza extraordinária do livro faz com que o consenso de historiadores e filólogos defenda que o autor deste livro é Joseph Smith. Mesmo alguns membros do movimento, especialmente na Comunidade de Cristo, aceitam que o Livro pode não ser um texto antigo, mas uma "ficção inspirada".
Existem diferentes conjecturas sobre se seu conteúdo foi totalmente inventado por Smith, se ele usou a ajuda de colaboradores ou se foi um plágio de obras da época.

## Linguística
Smith afirma que as placas de ouro que ele encontrou enterradas no Monte Cumora foram escritas em um idioma chamado egípcio reformado, e que ele conseguiu traduzi-las para o inglês usando um instrumento chamado Urim e Tumim. O consenso acadêmico entre os egiptólogos é que tal afirmação é questionável, uma vez que numerosos linguistas, filólogos, historiadores e egiptólogos estudaram a civilização egípcia em profundidade e nenhum vestígio do egípcio reformado jamais foi encontrado. É verdade que houve mudanças notáveis na escrita e língua egípcias durante seus mais de três mil anos de existência, por exemplo, no final do Primeiro Período Intermediário, durante a chamada Época Amarna (reinado de Akhenaton 1350-1325 a.C.) e o desenvolvimento do demótico. Desse ponto de vista, qualquer um deles poderia ser chamado de egípcio reformado, mas na ausência de evidências é impossível classificar a linguagem usada no Livro de Mórmon dentro de qualquer corpo de conhecimento científico.
Os defensores do Movimento dos Santos dos Últimos Dias apontam que seus críticos estão errados ao considerar o egípcio reformado como uma língua inteiramente egípcia, fixa, invariável e de uso generalizado. Eles enfatizam que no Livro de Mórmon essa língua é exclusiva de uma pequena comunidade e é descrita como composta pela "língua dos egípcios" e pela "ciência dos judeus", o que poderia indicar que a língua é egípcia, mas transliterada com caracteres hebraicos ou vice-versa, como é o caso do iídiche, que é basicamente uma língua de origem alemã, mas escrita com caracteres hebraicos, ou como é o caso de uma descoberta recente que exemplifica o uso de outros alfabetos (no caso grego) para escrever uma frase na língua hebraica; Ainda temos outro exemplo no Silabário de Biblos que utiliza caracteres egípcios adaptados ao idioma da região. Em segundo lugar, esclarecem que o nome "egípcio reformado" é usado como adjetivo e nunca como nome próprio, conforme descrito no Livro de Mórmon, portanto, é natural que seja muito improvável que se encontre uma língua que expressamente "egípcio reformado" e certamente capaz de ser encontrado em um dicionário moderno. Este termo deve ser entendido como uma linguagem que foi modificada ou transliterada para atender às necessidades da comunidade que a utiliza.
Deve-se notar, no entanto, que arqueólogos independentes negam a existência de inscrições hebraicas ou egípcias na América pré-colombiana. Os mórmons alegam que, por outro lado, em sentido estrito isso não tem relação direta com o egípcio reformado, uma vez que essa língua, que sofreria modificações ao longo de quase um milênio, além do fato de que, segundo o mesmo livro, sua falantes (nefitas) teriam sido exterminados por volta do ano 400 d.C.. e sua língua, portanto, estaria extinta. Por outro lado, o Urim e Tumim bíblicos, artefatos pelos quais Smith afirmou ter traduzido as placas de ouro, parecem ter sido pedras sagradas a serem lançadas e não um dispositivo de clarividência, como Smith alegava para decifrar os hieróglifos da famosa Pedra de Roseta em 1822. Quase seis décadas depois, em 1880, o estudioso alemão Ludwig Stern publicou sua gramática copta, e em 1902 o egiptólogo alemão Adolf Erman o fez. Foi graças ao trabalho de Champollion, Stern e Erman que a evolução da língua egípcia foi aprendida em profundidade, desde o tempo dos faraós até os dias atuais.[carece de fontes?]
É altamente improvável que Smith tenha ouvido falar da pesquisa de Champollion. De fato, seu primeiro contato documentado com hieróglifos egípcios autênticos remonta a 1835; nesse ano adquiriu um lote de papiros de uma exposição itinerante e traduziu alguns deles alegando tratar-se de um texto escrito pelo patriarca bíblico Abraão "de sua própria mão sobre papiro" e que constitui o Livro de Abraão (incluído na Pérola de Grande Valor), embora o trabalho tenha sido encontrado mais tarde como um fragmento da Permissão de Respiração de Hórus, uma versão tardia bastante reduzida do Livro Egípcio dos Mortos, que foi datado entre o século I a.C. e o século I d.C., entre quinze e vinte séculos após a suposta data em que teriam vivido Abraham, Jerald e Sandra Tanner. Ao mesmo tempo, ele também começou a compor uma Gramática Egípcia que nunca foi publicada. Em ambos os casos, afirma-se que Smith não sabia, nem era capaz de traduzir, hieróglifos, o que põe em dúvida sua capacidade de fazê-lo com as placas que ele afirmou ter descoberto. Embora outras explicações tenham sido propostas para esse fato, como que sua obra foi mais uma revelação profética do que uma tradução, ou que Smith foi capaz de reconhecer significados ocultos nos textos aludidos, a verdade é que ele desconhecia tal sistema de escrita.

## Edições

### Sistemas de notação de capítulos e versículos
A publicação original de 1830 não tinha marcadores de versículos, embora os livros individuais fossem divididos em capítulos relativamente longos. Assim como o atual sistema de notação de capítulos e versículos da Bíblia é uma adição posterior dos editores da Bíblia aos livros que originalmente eram blocos sólidos de texto não dividido, os marcadores de capítulos e versículos dentro dos livros do Livro de Mórmon são convenções, não parte do texto original.
Editores de diferentes facções do movimento Santos dos Últimos Dias publicaram diferentes sistemas de notação de capítulos e versículos. Os dois mais significativos são o sistema LDS, introduzido em 1879, e o sistema RLDS, que é baseado nas divisões de capítulos originais de 1830.
A edição RLDS 1908, a edição RLDS 1966, a edição Church of Christ (Temple Lot) e as edições Restored Covenant usam o sistema RLDS, enquanto a maioria das outras edições atuais usa o sistema LDS.

### Crítica textual
Embora alguns estudos anteriores não publicados tenham sido preparados, somente no início da década de 1970 a verdadeira crítica textual foi aplicada ao Livro de Mórmon. Naquela época, o professor da BYU Ellis Rasmussen e seus associados foram convidados por A Igreja de Jesus Cristo dos Santos dos Últimos Dias (Igreja SUD) para iniciar a preparação para uma nova edição de suas escrituras. Um aspecto desse esforço envolvia a digitalização do texto e a preparação de notas de rodapé apropriadas, outro aspecto exigia o estabelecimento do texto mais confiável. Para esse fim, Stanley R. Larson (um estudante de graduação da Rasmussen) começou a aplicar padrões críticos de texto moderno aos manuscritos e às primeiras edições do Livro de Mórmon como seu projeto de tese - que ele completou em 1974. Larson examinou cuidadosamente o manuscrito original (aquela ditada por Joseph Smith a seus escribas) e o manuscrito do impressor (a cópia que Oliver Cowdery preparou para o impressor em 1829–1830), e os comparou com a primeira, segunda e terceira edições do Livro de Mórmon; isso foi feito para determinar que tipo de mudanças ocorreram ao longo do tempo e para fazer julgamentos sobre quais leituras eram as mais originais. Larson passou a publicar um conjunto de artigos bem argumentados sobre os fenômenos que ele havia descoberto. Muitas de suas observações foram incluídas como melhorias na edição de 1981 do Livro de Mórmon da Igreja.
Em 1979, com o estabelecimento da Foundation for Ancient Research and Mormon Studies (FARMS) como uma instituição de pesquisa sem fins lucrativos da Califórnia, um esforço liderado por Robert F. Smith começou a levar em conta o trabalho de Larson e a publicar um texto crítico de o Livro de Mórmon. Assim nasceu o Projeto de Texto Crítico FARMS que publicou o primeiro volume do Texto Crítico do Livro de Mórmon em três volumes em 1984. O terceiro volume dessa primeira edição foi publicado em 1987, mas já estava sendo substituído por uma segunda edição revisada de todo o trabalho, muito auxiliado pelo conselho e assistência de uma equipe que incluía o candidato a doutorado em Yale Grant Hardy, o Dr. Gordon C. Thomasson, o professor John W. Welch (chefe da FARMS) e o professor Royal Skousen. No entanto, estes foram apenas passos preliminares para um projeto muito mais exigente e abrangente.
Em 1988, com essa fase preliminar do projeto concluída, Skousen assumiu o cargo de editor e chefe do Texto Crítico FARMS do Projeto do Livro de Mórmon e passou a reunir fragmentos ainda dispersos do manuscrito original do Livro de Mórmon e a avançar técnicas fotográficas aplicadas para obter leituras finas de páginas e fragmentos de outra forma ilegíveis. Ele também examinou de perto o manuscrito do impressor (então propriedade da Igreja RLDS) em busca de diferenças nos tipos de tinta ou lápis, a fim de determinar quando e por quem foram feitos. Ele também reuniu as várias edições do Livro de Mórmon até o presente para ver que tipos de mudanças foram feitas ao longo do tempo.
Skousen e o Critical Text Project publicaram transcrições completas dos manuscritos originais e impressos (volumes I e II), partes de uma história do texto (volume III) e uma análise de variantes textuais em seis partes (volume IV). O restante da história de oito partes do texto e uma compilação eletrônica completa de edições e manuscritos (volumes 5 do Projeto) permanecem por vir. Em 2009, a Universidade de Yale publicou uma edição do Livro de Mórmon que incorpora todos os aspectos da pesquisa de Skousen.
Diferenças entre o manuscrito original e do impressor, a versão impressa de 1830 e as versões modernas do Livro de Mórmon levaram alguns críticos a alegar que a evidência foi sistematicamente removida que poderia ter provado que Smith fabricou o Livro de Mórmon, ou são tentativas de esconder aspectos embaraçosos do passado da igreja. Os estudiosos santos dos últimos dias consideram as mudanças superficiais, feitas para esclarecer o significado do texto.

### Traduções não inglesas
A versão dos Santos dos Últimos Dias do Livro de Mórmon foi traduzida para 83 idiomas e seleções foram traduzidas para mais 25 idiomas. Em 2001, a Igreja SUD informou que todo ou parte do Livro de Mórmon estava disponível na língua nativa de 99 por cento dos Santos dos Últimos Dias e 87 por cento da população total do mundo. Traduções para idiomas sem tradição de escrita (por exemplo, Kaqchikel, Tzotzil) foram publicadas como gravações de áudio e como transliterações com caracteres latinos. Traduções para a linguagem de sinais americana estão disponíveis como gravações de vídeo. Normalmente, os tradutores são santos dos últimos dias que são contratados pela igreja e traduzem o texto do inglês original. Cada manuscrito é revisado várias vezes antes de ser aprovado e publicado. Em 1998, a igreja parou de traduzir trechos do Livro de Mórmon e anunciou que, em vez disso, cada nova tradução que aprovasse seria uma edição completa.

## Crítica Literária

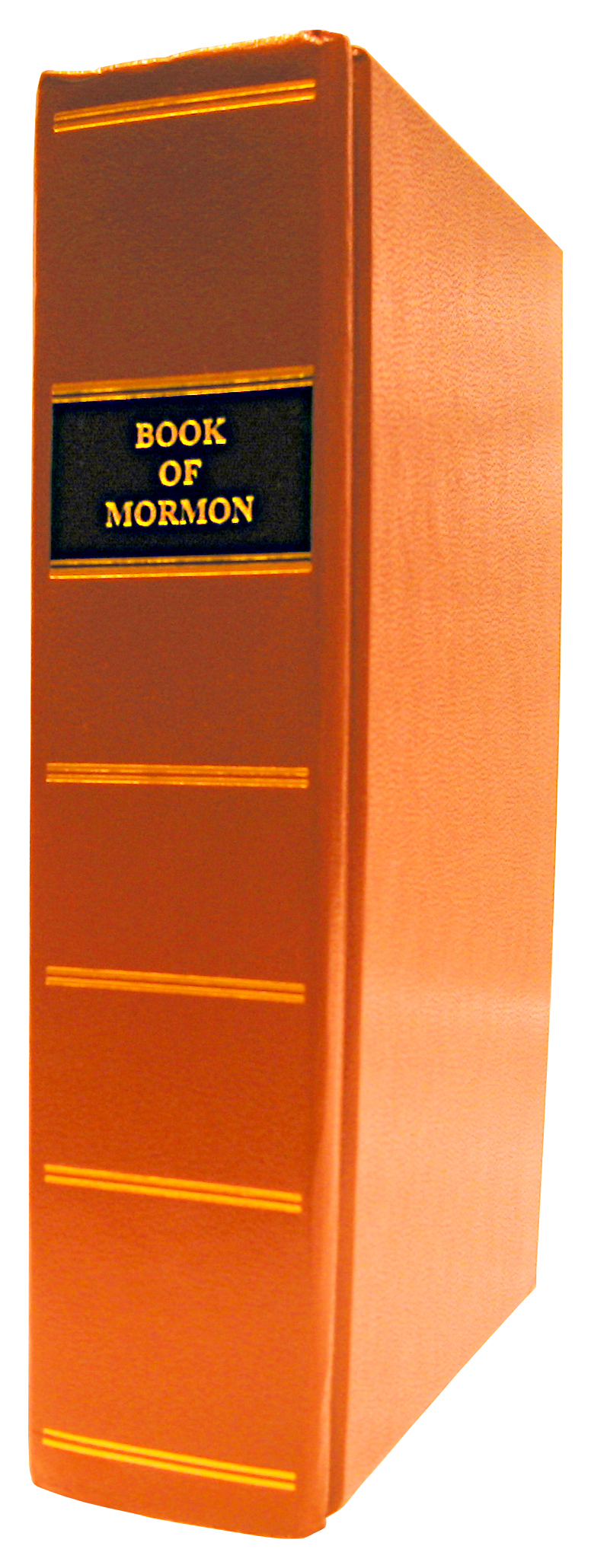
Reimpressão do Livro de Mórmon de 1830

O Livro de Mórmon foi ocasionalmente analisado por seus méritos literários.
Terryl Givens escreveu:
Procurar maravilhas literárias no Livro de Mórmon é um pouco como buscar inspiração lírica nos livros de Crônicas ou Juízes. O Livro de Mórmon é uma obra de complexidade substancial, no entanto, com inúmeras narrativas bem elaboradas subsumidas a uma visão abrangente mais ampla. Há uma simetria nítida na Bíblia como a recebemos.[carece de fontes?]
Grant Hardy escreveu:
O Livro de Mórmon começou com 588 páginas densamente impressas em 1830, e a edição oficial atual (reformatada com substancial edição gramatical) ainda tem 531 páginas. De certa forma, isso é surpreendente...
Daniel Walker Howe, What Hath God Wrought: The Transformation of America,1815–1848, p. 314
O Livro de Mórmon é um épico poderoso escrito em grande escala com uma série de personagens, uma narrativa de luta e conflito humano, de intervenção divina, bem heroico e mal atroz, de profecia, moralidade e lei. Sua estrutura narrativa é complexa... O Livro de Mórmon deveria estar entre as grandes realizações da literatura americana, mas nunca recebeu o status que merece...
Em 2019, a Oxford University Press publicou Americanist Approaches to The Book of Mormon.

## Manuscritos
O Livro de Mórmon foi ditado por Joseph Smith a vários escribas durante um período de 13 meses, resultando em três manuscritos. Embora tenham decorrido 13 meses, o tempo real de tradução foi inferior a 65 dias reais de tradução. As 116 páginas perdidas continham a primeira parte do Livro de Leí; foi perdido depois que Smith emprestou o manuscrito original não copiado a Martin Harris.
O primeiro manuscrito completo, chamado manuscrito original, foi concluído usando uma variedade de escribas. Partes do manuscrito original também foram usadas para composição. Em outubro de 1841, todo o manuscrito original foi colocado na pedra fundamental da Casa de Nauvoo e selado até quase quarenta anos depois, quando a pedra fundamental foi reaberta. Foi então descoberto que grande parte do manuscrito original havia sido destruído por infiltração de água e mofo. Páginas manuscritas sobreviventes foram entregues a várias famílias e indivíduos na década de 1880.
Apenas 28 por cento do manuscrito original sobrevive agora, incluindo uma notável descoberta de fragmentos de 58 páginas em 1991. A maioria do que resta do manuscrito original é agora mantida nos arquivos da Igreja SUD.
O segundo manuscrito completo, chamado manuscrito do impressor, era uma cópia do manuscrito original produzido por Oliver Cowdery e dois outros escribas. É neste ponto que a edição inicial do Livro de Mórmon foi concluída. Observações do manuscrito original mostram pouca evidência de correções no texto. Pouco antes de sua morte em 1850, Cowdery deu o manuscrito do impressor a David Whitmer, outra das Três Testemunhas. Em 1903, o manuscrito foi comprado do neto de Whitmer pela Igreja Reorganizada de Jesus Cristo dos Santos dos Últimos Dias, agora conhecida como Comunidade de Cristo. Em 20 de setembro de 2017, a Igreja SUD comprou o manuscrito da Comunidade de Cristo por um preço relatado de US$ 35 milhões. O manuscrito do impressor é agora a mais antiga cópia completa sobrevivente do Livro de Mórmon. O manuscrito foi fotografado em 1923 e foi recentemente disponibilizado para visualização online.
As comparações críticas entre as partes sobreviventes dos manuscritos mostram uma média de duas a três alterações por página do manuscrito original para o manuscrito do impressor, com a maioria das alterações sendo correções de erros de escribas, como erros de ortografia ou a correção, ou padronização, de gramática inconsequente para o significado do texto. O manuscrito do impressor foi ainda editado, acrescentando parágrafos e pontuação ao primeiro terço do texto.
O manuscrito do impressor não foi totalmente usado na composição da versão de 1830 do Livro de Mórmon; partes do manuscrito original também foram usadas para composição. O manuscrito original foi usado por Smith para corrigir ainda mais os erros impressos nas versões de 1830 e 1837 do Livro de Mórmon para a impressão do livro em 1840.
No final do século 19, a parte existente do manuscrito do impressor permaneceu com a família de David Whitmer, que havia sido um dos principais fundadores dos Santos dos Últimos Dias e que, na década de 1870, liderou a Igreja de Cristo (Whitmerite). Durante a década de 1870, de acordo com o Chicago Tribune, a Igreja SUD tentou sem sucesso comprá-lo de Whitmer por um preço recorde. O presidente da Igreja, Joseph F. Smith, refutou essa afirmação em uma carta de 1901, acreditando que tal manuscrito "não possui valor algum". Em 1895, o neto de Whitmer, George Schweich, herdou o manuscrito. Em 1903, Schweich havia hipotecado o manuscrito por US$ 1 800 e, precisando levantar pelo menos essa quantia, vendeu uma coleção que incluía 72% do livro do manuscrito original do impressor (história do manuscrito de John Whitmer, partes da tradução da Bíblia de Joseph Smith, cópias manuscritas de várias revelações e um pedaço de papel contendo caracteres copiados do Livro de Mórmon) para a Igreja RLDS (agora a Comunidade de Cristo) por US$ 2 450, com US$ 2 300 desse valor para o manuscrito do impressor. A Igreja SUD não procurou comprar o manuscrito.
Em 2015, esta parte restante foi publicada pela Church Historian's Press em sua série Joseph Smith Papers, no Volume Três de "Revelações e Traduções"; e, em 2017, a igreja comprou o manuscrito do impressor por US$ 35 000.000.

## Representações na mídia

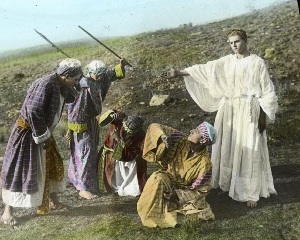
Uma fotografia pintada à mão do filme de 1915, A Vida de Néfi

Eventos do Livro de Mórmon são o foco de vários filmes produzidos pela Igreja SUD, incluindo The Life of Nephi (1915), How Rare a Possession (1987) e The Testaments of One Fold and One Shepherd (2000). Representações de narrativas do Livro de Mórmon em filmes não oficialmente encomendados pela igreja (às vezes coloquialmente conhecidos como cinema Mórmon) incluem The Book of Mormon Movie, Vol. 1: A Viagem (2003) e Passagem para Zaraenla (2007).
Segundo Néfi 9:20–27 do Livro de Mórmon é citado em um funeral no filme Family Plot de Alfred Hitchcock.
Em 2003, um episódio de South Park intitulado "All About Mormons" parodiava as origens do Livro de Mórmon.
Em 2011, um musical de sátira religiosa de longa duração intitulado The Book of Mormon, escrito pelos criadores de South Park, Trey Parker e Matt Stone, em colaboração com Robert Lopez, estreou na Broadway, ganhando nove Tony Awards, incluindo Melhor Musical. Sua produção londrina ganhou o prêmio Olivier de melhor musical. Embora seja intitulado O Livro de Mórmon, o musical não retrata os eventos do Livro de Mórmon, embora os personagens façam referências ao conteúdo do Livro de Mórmon. Seu enredo conta uma história original sobre missionários santos dos últimos dias no século XXI.
Em 2019, a igreja começou a produzir uma série de adaptações ao vivo de várias histórias do Livro de Mórmon, intituladas Vídeos do Livro de Mórmon, que foram distribuídas em seu site e canal no YouTube.

## Distribuição
A Igreja SUD distribui cópias gratuitas do Livro de Mórmon e informou em 2011 que 150 milhões de cópias do livro foram impressas desde sua publicação inicial.
A impressão inicial do Livro de Mórmon em 1830 produziu 5 000 cópias. A cópia 50 milhões foi impressa em 1990, com a 100 milhões em 2000 e chegando a 150 milhões em 2011.
Em outubro de 2020, a igreja anunciou que havia impresso mais de 192 milhões de cópias do Livro de Mórmon.

## Os nomes e a ordem dos livros do Livro de Mórmon
1. Primeiro Livro de Néfi
2. Segundo Livro de Néfi
3. Livro de Jacó
4. Livro de Enos
5. Livro de Jarom
6. Livro de Ômni
7. As Palavras de Mórmon
8. Livro de Mosias
9. Livro de Alma
10. Livro de Helamã
11. Terceiro Livro de Néfi
12. Quarto Livro de Néfi
13. Livro de Mórmon
14. Livro de Éter
15. Livro de Morôni